# 見増勇介
見増 勇介（みます ゆうすけ、1980年　）は大分県出身、京都市在住のデザイナー、アートディレクター、アーティスト。

## 人物
大分県生まれ。京都造形芸術大学情報デザイン学科卒業。美術館やアートセンターなどの文化施設を中心に活動している。

## デザイナー、アートディレクターとしての活動
関西の美術館やギャラリー等、文化施設のカタログデザインを多く手がけている。
なかでも2008年に滋賀県立近代美術館でおこなわれたART BRUT –collection abcd, Paris–のカタログは評価が高く、会期終了を待たずに売り切れた。2009年に兵庫県立美術館でおこなわれた藤本由紀夫 shadow –exhibition obscura– のリーフレットも会期終了前になくなっている。
2009年に京都芸術センターでおこなわれた少年少女科学クラブ展 TUNE/LABORATORIUMのミニカタログでは、ルーペを挟み込んだ装丁を見せている。本文にはポイント数の非常に小さい文字で組んでおり、ルーペを通して本を読むという趣向。
このように見増のデザインは、一般的な広告物とはひと味違うギミックが施されている場合が多い。元々タイポグラフィの原理に基づいた組版を得意としているが、ニューウエーブ・デザインのファンであると公言しており、自由で過激な表現も見られる。

## intextとしての活動
2011年頃よりデザインの内包する特性や問題を応用し、作品やパフォーマンスに展開するアート・ユニット「intext」を主宰（共同メンバー：外山央、真下武久）。国内外のギャラリーやアートセンター、美術館などで展示発表などをおこなう。
2011年より文字・音・グラフィックの関係性を考えるグループ「phono/graph」にintextとして参加（共同メンバー：藤本由紀夫、八木良太、二コール・シュミット、softpad ほか）。ギンザ・グラフィック・ギャラリー（東京）、dortmunder U （ドルトムント、ドイツ）、国立国際美術館（大阪）などで展覧会やワークショップ・プロジェクト、パフォーマンスなどをおこなう。

## 主な仕事
- 『これからの写真』（愛知県美術館）
- 『KOHEI NAWA｜SANDWICH』（学芸出版社）
- 『イームズ入門　チャールズ&レイ・イームズのデザイン原風景』（日本文教出版）
- 『金氏徹平展 GHOST IN THE MUSEUM』（兵庫県立美術館）
- 『AICHI GENE some floating affairs–』（愛知県立芸術大学芸術資料館）
- 『Exhivbition: Science Club Invisible | TUNE/LABORATORIUM』（京都芸術センター）
- 『藤本由紀夫展: shadow –exhibition obscura–』（兵庫県立美術館）
- 『ART BRUT -Collection abcd, Paris』（滋賀県立近代美術館）
- 『魔術／美術 幻視の技術と内なる異界』（愛知県立美術館）
- 『インクルーシブデザイン: 社会の課題を解決する参加型デザイン』（学芸出版社）
- 『交, 향 Graphic Symphonia』（韓国｜国立現代美術館）
- 『エッケ・ホモ　現代の人間像を見よ』（国立国際美術館）
- 『18th DOMANI・明日展』（国立新美術館）

## 主な展覧会歴
- 2014年　『letters in transition』（standing pine／愛知）
- 2014年　『phono/graph』（ギンザ・グラフィック・ギャラリー／東京）
- 2014年　『stolen names』（京都芸術センター／京都）
- 2015年　『VOLTA 11』（バーゼル／スイス）
- 2015年　『phono/graph 』（神戸アートビレッジセンター／神戸）